# حسین خلیلی
حسین خلیلی (زاده ۱ شهریور ۱۳۳۵ در ورامین) سرتیپ دوم خلبان بازنشسته جنگنده نورثروپ اف-۵ و اف-۱۴ تام‌کت نیروی هوایی ارتش جمهوری اسلامی ایران است و از سال ۱۳۹۶ تاکنون به‌عنوان مشاور عالی فرمانده نیروی هوایی ارتش فعالیت می‌کند.
وی به همراه بهروز نقدی‌بیک، از جوان‌ترین خلبانان جنگنده شکاری این نیرو از ابتدای دوران جنگ ایران و عراق بوده‌است. او با بیش از ۲۰۰۰ ساعت پرواز بدون حادثه برفراز آسمان عراق و خلیج فارس یکی از موفق‌ترین خلبان‌های تاریخ جنگ‌های هوایی محسوب می‌شود. خلیلی هم‌اکنون مشاور عالی نهاجا و پژوهشگر ارشد مرکز مطالعات نیروی هوایی است.
پرتال رسمی اطلاع‌رسانی نیروی هوایی ارتش از او به عنوان جوان‌ترین خلبان کابین جلو اف-۱۴ تام‌کت در دوران جنگ و خوش شانس‌ترین خلبان شکاری جنگنده یاد کرده‌است.

## تحصیلات و خلبانی

### ابتدایی تا دبیرستان
خلیلی در سال ۱۳۴۱ تحصیلات ابتدایی خود را در مدرسه‌ٔ نمونه ورامین آغاز کرد و در خرداد ۱۳۵۳ موفق به اخذ دیپلم ریاضی از دبیرستان رضا پهلوی ورامین شد.

### آموزش‌های اولیه خلبانی
او در خرداد ۱۳۵۴ وارد دانشکده خلبانی شد و پس از طی آموزش‌های مقدماتی در اسفند همان سال برای ادامه دوره به تگزاس، آمریکا اعزام شد و با گذراندن کلاس‌های کوتاه زبان تخصصی و آشنایی با هواپیمای سسنا تی-۴۱ با حضور در فرودگاه هوندو حدود ۳۰ ساعت پرواز با این هواپیما را تجربه کرد.

### خلبانی تی-۳۷ و تی-۳۸
سپس برای آموزش پرواز پایه به پایگاه هوایی لفلین در شهر دل‌ریو انتقال یافت و با هواپیمای جت سسنا تی-۳۷ پروازهای آموزشی خود را تکمیل کرد و پس از ۲۲ ماه در فروردین ۱۳۵۶ موفق به کسب نشان خلبانی شد. همچ دورهٔ پیشرفته جت مافوق صوت نورثروپ تی-۳۸ تالون را نیز در پایگاه هوایی لفلین گذراند. در این زمان خلیلی جزو جوانترین خلبانانی بود که دوره هواپیماهای شکاری را در آمریکا طی نمود.

### خلبانی اف-۵
خلیلی در آبان ۱۳۵۶ به ایران بازگشت و از سوی معاونت عملیات نیروی هوایی برای پرواز با هواپیمای شکاری‌بمب‌افکن نورثروپ اف-۵ به پایگاه هوایی وحدتی دزفول منتقل شد. در گردان ۴۱ آموزش رزمی این یگان به فرماندهی مرتضی فرزانه، مراحل مختلف پرواز با این جنگنده را با رتبه ممتاز گذراند. سپس در مرداد ۱۳۵۷ به گردان ۲۱ تاکتیکی پایگاه هوایی تبریز به فرماندهی منوچهر خلیلی انتقال یافت و تا وقوع انقلاب ۱۳۵۷ در این پایگاه مشغول بود.

### خلبانی اف-۱۴
او در اواخر سال ۱۳۶۰ به دلیل نیاز به خلبان با هواپیمای اف-۱۴ تامکت به پیشنهاد سرهنگ دوم خلبان رضا سعیدی (فرماندهی وقت پایگاه دوم شکاری تبریز) و پذیرش سرهنگ دوم خلبان عباس بابایی (فرمانده پایگاه هشتم شکاری اصفهان) به اصفهان منتقل شد و دوره‌های زمینی و پروازی کابین جلوی این هواپیما را گذراند و یک سال بعد به جمع خلبانان عملیاتی هواپیمای اف-۱۴ پیوست.
او با درجه ستوان‌یکم خلبان با ۲۴ سال سن از ابتدای جنگ ایران و عراق حضور داشت و به همراه تعدادی دیگر از خلبانان دوره آموزشی اف-۱۴ تام‌کت را نیز در سال ۱۳۶۰ پشت سر گذاشت. 

### خلبانی اف-۴
در بهمن ۱۳۶۴ خلیلی پس از طی دوره‌های ایمنی پرواز و نیز گذراندن دروس هواپیمای شکاری بمب‌افکن اف-۴ فانتوم، به عنوان افسر ایمنی پرواز طبق امریه معاونت عملیات نهاجا عباس بابایی رسما به پایگاه هوایی  بوشهر منتقل شد.

### معلم‌خلبانی اف-۱۴
پس از جنگ در ۱۳۷۸ خلیلی دورهٔ معلم‌خلبانی اف-۱۴ را در منطقه هوایی اصفهان گذراند.

### تحصیل دکتری
او در سال‌های ۱۳۷۶-۱۳۷۷ دوره فرماندهی ستاد (دافوس) را گذراند و در سال‌های ۱۳۸۰-۱۳۸۲ دوره دکتری مدیریت راهبری را در دانشگاه عالی دفاع به اتمام رساند.

## سوابق و فعالیت‌ها

### سرپرستی حفاظت اطلاعات تبریز
پس از انقلاب ۱۳۵۷ به دستور جواد فکوری، فرمانده پایگاه شکاری تبریز، به سرپرستی دایره اطلاعات ارشاد (حفاظت اطلاعات فعلی) منصوب شد. مدتی بعد با شروع جنگ ایران و عراق ماموریت‌های محوله پروازی را نیز انجام می‌داد و در این دوران ۲۰۰۰ ساعت پرواز گشت رزمی هوایی و عملیات بمباران را به انجام رساند.

### خلبانی در پایگاه‌های شیراز و اصفهان
خلیلی در شهریور ۱۳۶۴ به پایگاه هفتم شکاری شیراز منتقل شد و مدت کوتاهی در این یگان پرواز کرد؛ اما با شدت گرفتن شرایط جنگ و افزایش تهدیدات هوایی مدتی بعد مجموعهٔ عملیاتی و لجستیکی اف-۱۴ شیراز به پایگاه شکاری اصفهان و بوشهر انتقال یافت که خلیلی نیز مجددا به اصفهان رفت.

### افسر ایمنی در پایگاه بوشهر
در بهمن ۱۳۶۴ خلیلی پس از طی دوره‌های ایمنی پرواز و نیز گذراندن دروس هواپیمای شکاری بمب‌افکن اف-۴ فانتوم، به عنوان افسر ایمنی پرواز طبق امریه معاونت عملیات نهاجا (عباس بابایی) رسما به پایگاه هوایی بوشهر منتقل شد. در این زمان او پروازهای آمادگی شب و روز را طبق برنامه انجام می‌داد و توانست در این مدت در رهگیری موثری هواپیماهای شکاری و بمب‌افکن‌های عراق اقدام کند. از جمله‌ٔ این اقدامات می‌توان به سرنگونی چند فروند هواپیمای میراژ عراقی اشاره کرد.

### وابسته نظامی در رم
او از بهمن ۱۳۶۸ به اداره دوم ستاد مشترک ارتش انتقال یافت و پس از آموزش‌های لازم در ۳ آبان ۱۳۶۸ به عنوان وابستهٔ نظامی به رم، ایتالیا منتقل شد.

### فرماندهی در پایگاه بوشهر
در دی‌ماه ۱۳۷۲ به ایران بازگشت و پس از وقوع سانحه‌ای در نزدیکی فرودگاه بین‌المللی شهید بهشتی اصفهان و درگذشتن تعدادی از فرماندهان نیروی هوایی ارتش (همچون منصور ستاری، مصطفی اردستانی، علیرضا یاسینی و...) دوباره به نیروی هوایی ارتش و پایگاه ششم شکاری بوشهر منتقل شد و در سمت‌های فرماندهی گردان و معاون عملیاتی پایگاه در این یگان فعالیت کرد.

### جانشین دانشکده پرواز
پس از گذراندن دوره دکتری در سال‌های ۱۳۷۶-۱۳۷۷ خلیلی به سمت جانشین دانشکدهٔ پرواز در دانشگاه هوایی شهید ستاری منصوب شد.

## بازنشستگی
خلیلی در اردیبهشت ۱۳۸۴ با درجه سرتیپ دومی ارتش بازنشسته شد. پس از بازنشستگی او از سال ۱۳۸۶ به جمع اساتید و محققین هیئت معارف جنگ پیوست و همزنان در عنوان محقق در دفتر مطالعات راهبردی نهاجا نیز فعالیت می‌کند.

## پژوهش‌ها و تالیف‌ها
- کتاب «نبردهای هوایی ایران، مروری کوتاه بر روند نبرهای هوایی در دفاع مقدس»، انتشارات ایران سبز، ۱۳۹۸[۱۳]
- کتاب «امنیت خلیج فارس: اولویت‌ها و راهکارها»، انتشارات دانشگاه عالی دفاع ملی، ۱۳۸۹
- کتاب «اولویت‌های امنیتی جمهوری اسلامی ایران در خلیج فارس»، انتشارات دانشگاه دفاع ملی، ۱۳۹۱
- «اولویت‌های امنیتی ج.ا.ا در خلیج فارس»، پایان‌نامه دکتری، ۱۳۸۶
- مقالهٔ «تصاعد بحران امنیتی در دوران عملیات پیشدستانه در عراق»، مجله سیاست دانشکده حقوق و علوم سیاسی دانشگاه تهران، بهار ۱۳۸۷
- مقاله «اولویت‌های امنیت‌سازی در خلیج فارس»، مجله International Affairs، تابستان ۲۰۰۸

## آثار دربارهٔ او
- در یکی از قسمت‌های فیلم مستند «یونیفورم» ساخته سهیل سلیمی به زندگی حسین خلیلی پرداخته است.[۱۴]